# Ambalatungan
Ambalatungan oder Binuluan ist eine Vulkangruppe in der Cordillera Central im Norden der philippinischen Insel Luzon. Die Vulkangruppe ist aus dazitischer Lava aufgebaut. Im Krater befinden sich heiße Quellen und schwefelhaltige Fumarolen.